# ナザリェ
ナザリェ（Nazarje, ドイツ語：Nazareth）は、スロベニアの市である。